# Primeira Liga do Brasil 2018
Die Primeira Liga do Brasil 2018 sollte die dritte Austragung dieses Wettbewerbs in Brasilien ein. Dieser wird unter insgesamt 16 Klubs aus Ceará, Minas Gerais, Parana, Rio de Janeiro, Rio Grande do Sul und Santa Catarina ausgespielt. 2018 spielen zehn dieser Klubs in der Série A und fünf in der Série B und einer in der Série C.
Aufgrund der Neustrukturierung der Austragungsmodus des Copa do Brasil und der internationalen Wettbewerbe konnte kein Zeitfenster für die Spiele gefunden werden. Im Zuge einer Sitzung am 5. Februar 2018 wurde vorgeschlagen, den Wettbewerb zeitgleich zur Austragung der Fußball-Weltmeisterschaft 2018 stattfinden zu lassen. Zu der Zeit ruht die nationale Meisterschaft. Ende März 2018 wurde bekannt gegeben, dass die Austragung 2018 nicht stattfinden wird.
Die Organisatoren teilten ebenso mit, dass an der Planung für 2019 weiterhin gearbeitet wird. Auch für die Saison 2019 konnte kein Zeitfenster für die Austragung der Spiele gefunden werden. Daraufhin wurden Überlegungen angestellt, den Wettbewerb einzustellen oder einen U-23 Wettbewerb umzuwandeln. Im Juni des Jahres wurde bekannt gegeben, dass Organisation keine Wettbewerbe mehr austragen wird.

## Teilnehmende Mannschaften
| Name              | Ort            | Staat             | Stadion           | Kapazität | Liga    |
| ----------------- | -------------- | ----------------- | ----------------- | --------- | ------- |
| América Mineiro   | Belo Horizonte | Minas Gerais      | Independência     | 23.018    | Série A |
| Atlético Mineiro  | Belo Horizonte | Minas Gerais      | Independência     | 23.018    | Série A |
| Avaí FC           | Florianópolis  | Santa Catarina    | Ressacada         | 17.826    | Série B |
| Brasil de Pelotas | Pelotas        | Rio Grande do Sul | Baixada           | 18.000    | Série B |
| Ceará SC          | Fortaleza      | Ceará             | Castelão          | 63.903    | Série A |
| Chapecoense       | Chapecó        | Santa Catarina    | Arena Condá       | 15.765    | Série A |
| Criciúma EC       | Criciúma       | Santa Catarina    | Majestoso         | 19.900    | Série B |
| Cruzeiro EC       | Belo Horizonte | Minas Gerais      | Mineirão          | 61.846    | Série A |
| Figueirense FC    | Florianópolis  | Santa Catarina    | Orlando Scarpelli | 19.908    | Série B |
| CR Flamengo       | Rio de Janeiro | Rio de Janeiro    | Luso              | 20.000    | Série A |
| Fluminense FC     | Rio de Janeiro | Rio de Janeiro    | Maracanã          | 78.838    | Série A |
| Grêmio FBPA       | Porto Alegre   | Rio Grande do Sul | Arena do Grêmio   | 55.662    | Série A |
| SC Internacional  | Porto Alegre   | Rio Grande do Sul | Beira-Rio         | 50.128    | Série A |
| Joinville EC      | Joinville      | Santa Catarina    | Arena Joinville   | 22.400    | Série C |
| Londrina EC       | Londrina       | Paraná            | Estádio do Café   | 31.019    | Série B |
| Paraná Clube      | Curitiba       | Paraná            | Vila Capanema     | 20.083    | Série A |

## Modus
Aufgrund angedachten des schmalen Zeitfensters war eine Änderung des Austragsformats angedacht worden. Die bisherige Gruppenphase sollte entfallen und eine Austragung im reinen K.-o.-System stattfinden.